# Uta Poreceanu-Schlandt
Uta Poreceanu-Schlandt (n. 13 noiembrie 1936, Brașov, România – d. 27 ianuarie 2018, Baden-Baden, Baden-Württemberg, Germania) a fost o gimnastă română de etnie germană, laureată cu bronz olimpic la Roma 1960. Fratele ei a fost Hans Eckart Schlandt, organistul Bisericii Negre din Brașov.

## Distincții
- Medalia Muncii (18 decembrie 1956) „pentru merite deosebite in pregătire și pentru rezultatele obținute la cea de a XVI-a ediție a jocurilor olimpice care au avut loc la Melbourne”[4]